# Erik Holst (Politiker)
Carl Erik Holst (* 21. Juni 1922 in Nakskov, Lolland Kommune, Region Sjælland; † 25. April 2013 in Fensmark Sogn, Region Sjælland) war ein dänischer Politiker der Socialdemokraterne, der unter anderem zwischen 1980 und 1982 Umweltminister war.

## Leben
Holst war nach dem Schulabschluss 1940 zunächst als Maschinenbauer tätig und wurde nach einem Meisterexamen sowie einem Studium 1948 Maschinenbauingenieur bei dem Maschinen- und Anlagenbauunternehmen FLSmidth in Kopenhagen, bei dem er bis 1962 beschäftigt war. 1962 wechselte er zur Glashütte Holmegaard Glasværk und fungierte dort bis 1980 als Abteilungsingenieur.
Bei den Wahlen vom 22. November 1966 wurde Holst als Kandidat der Socialdemokraterne erstmals als Abgeordneter in das Folketing gewählt und vertrat in diesem bis zu den Wahlen am 12. Dezember 1990 den Wahlkreis Næstved. In den folgenden Jahren beschäftigte er sich insbesondere mit Forschungs-, Umwelt- und Energiepolitik und verfasste zusammen mit Vagn Dybdahl und Mogens Pihl die forschungspolitischen Punkte im Parteiprogramm der Socialdemokraterne. 
Gemeinsam mit Jens Kampmann, der zwischen 1971 und 1973 erster Umweltminister Dänemarks war, war Holst, der von 1971 bis 1974 Vorsitzender des Forschungsausschusses des Folketing war, maßgeblich an der Verabschiedung des Umweltschutzgesetzes 1972 beteiligt. Neben seiner Abgeordnetentätigkeit im Folketing war er außerdem zwischen 1972 und 1979 erstmals Mitglied der Parlamentarischen Versammlung des Europarates und  dort Vorsitzender der Ausschüsses für Umwelt und Energiepolitik. Daneben fungierte er zwischen 1977 und 1979 auch als Mitglied des Europäischen Parlaments.
Am 28. Februar 1980 wurde Holst von Ministerpräsident Anker Jørgensen als Nachfolger von Ivar Nørgaard zum Umweltminister berufen und bekleidete diese Funktion bis zum Amtsantritt der Regierung von Ministerpräsident Poul Schlüter am 10. September 1982. Nachfolger als Umweltminister wurde daraufhin Christian Christensen von der Kristeligt Folkeparti.
Zuletzt war Holst neben seiner Mitgliedschaft im Folketing zwischen 1985 und 1990 erneut Mitglied der Parlamentarischen Versammlung des Europarates sowie zugleich wieder Vorsitzender der Ausschüsse für Umwelt und Energie.